# Batalla de Sant Jeroni de la Murtra
La batalla o atac de Sant Jeroni de la Murtra va ser una episodi de la Guerra del Francès succeït el 10 d'octubre de 1808 a l'entorn del monestir de Sant Jeroni de la Murtra, al terme municipal de Badalona, en el qual les tropes napoleòniques van atacar els guerrillers i miquelets espanyols del coronel Francesc Milans del Bosch acampats a la zona.
Des de finals d'agost de 1808, el coronel Milans del Bosch concentrava més de 5.000 soldats a la contrada; guerrillers i miquelets s'emparaven a la serralada de Marina, sobretot a la Conreria i al monestir de Sant Jeroni de la Murtra, mentre rebien suport de la flota britànica, que dominava el litoral. El militar va instal·lar el seu campament a un pla dalt de la serra de les ermites, entre les ermites de Sant Onofre i de Sant Climent, actualment conegut com el «Pla del Campament».
L'atac a Sant Jeroni es va produir com a reacció a l'atac que les tropes de Milans del Bosch van fer contra els francesos el 22 de setembre a Santa Coloma de Gramenet, on van matar 100 soldats i 30 cavalls francesos, evitant que s'ocupés el poble. A primers d'octubre, hi havia 5.400 guerrillers i miquelets, i creient que les forces de Raimon Caldagués no abandonarien la vora del riu Llobregat, el general Guillaume Philibert Duhesme va decidir comandar una ofensiva contra el campament de Milans del Bosch.
L'atac contra les tropes de Milans es va produir el 10 d'octubre. El camp de Sant Jeroni va ser rodejat i els francesos hi van fer un notable carnatge. S'hi va desfermar una ofensiva molt més seriosa, coincidint també amb l'entrada a Catalunya del poderós Setè Cos del general Laurent de Gouvion Saint-Cyr. Milans del Bosch no va podeer resistir un atac tan sobtat i violent, a més els francesos van atacar simultàniament des de Badalona i Montcada. La victòria va ser per als francesos i les baixes espanyoles, entre morts, ferits i presoners, van passar del miler, i a més es van perdre tots els canons i municions.